# T.120
Т.120 — рекомендация ITU-T, описывающая способы связи и использование протоколов прикладного уровня и служб, предоставляющих поддержку в реальном времени передачи данных между несколькими точками. Используется такими продуктами, как MeetingCenter от Cisco WebEx, Microsoft NetMeeting, Nortel CS 2100 и Lotus Sametime для поддержки совместного использования файлов и графической информации в мультимедиа-конференциях и других функций.
Рекомендация T.120 определяет множество протоколов для интерактивного взаимодействия пользователей и её использование программным обеспечением позволяет нескольким пользователям принимать участие в конференц-связи в случае использования людьми разнотипных сетей.
Программные возможности включают в себя совместный доступ к данным (совместное использование программы), представляющее собой, например, своеобразную доску — выделенную область, на которой одновременно разные участники могут писать и рисовать.
Мультимедийные конференции для передачи данных используют целый ряд технических спецификаций, разрабатываемых ITU-T с 1996 года; особое значение имеют следующие стандарты: серия T.120, T.134, T.135, T.136 и H.282.
Набор рекомендаций T.120 включает в себя:
- T.120 — протоколы данных для мультимедийных конференций
- T.Imp120 — пересмотренное руководство по реализации для рекомендаций ITU-T T.120
- T.121 — шаблон по общему применению
- T.122 — служба передачи данных между несколькими точками — определение службы
- T.123 — определяемый сетью протокол стеков данных для мультимедиа конференц-связи
- T.124 — общее управление конференцией
- T.125 — характеристики протокола службы передачи данных между несколькими точками
- T.126 — протокол для обмена статическими изображениями и заметками между несколькими точками
- T.127 — протокол передачи двоичных файлов между несколькими точками
- T.128 — протокол для организации совместного доступа (в черновом варианте известен как T.share)
- T.134 — объект прикладного уровня для текстового диалога
- T.135 — транзакции между пользователем и резервной системой в пределах конференций T.120
- T.136 — протокол прикладного уровня управления удалённым устройством
- T.137 — управление виртуальной комнатой — службы и протокол

Энциклопедия PCMag электронных терминов даёт следующие перечни дополнительных рекомендаций:
- T.130 — архитектура реального времени — интерактивное взаимодействие между T.120 и H.320.
- T.131 — определяемы сетью преобразования — транспорт данных в реальном времени, используется с T.120 поверх локальных сетей.
- T.132 — управление соединением в реальном времени — создание и маршрутизация потоков данных в реальном времени.
- T.133 — управление аудио-визуальными службами — управление потоками данных реального времени.
- T.RES — резервные службы — интерактивное взаимодействие между устройствами и резервными системами
- T.Share — в настоящее время известен как T.128
- T.TUD — пользовательский резерв — транспорт определяемых пользователем данных

Это не включено в перечень на официальном веб-сайте ITU-T. Вполне возможно, что эти рекомендации были отозваны.
T.RES и T.TUD являются возможными рекомендациями, которые не делаются в черновом виде; на практике ITU использует последовательности букв + буквенно-цифровой код для обозначения рекомендаций, пока они ещё в стадии разработки, и номер после опубликования.